# Bestune NAT
Bestune NAT – elektryczny samochód osobowy typu taksówka klasy kompaktowej produkowany pod chińską marką Bestune od 2021 roku.

## Historia i opis modelu

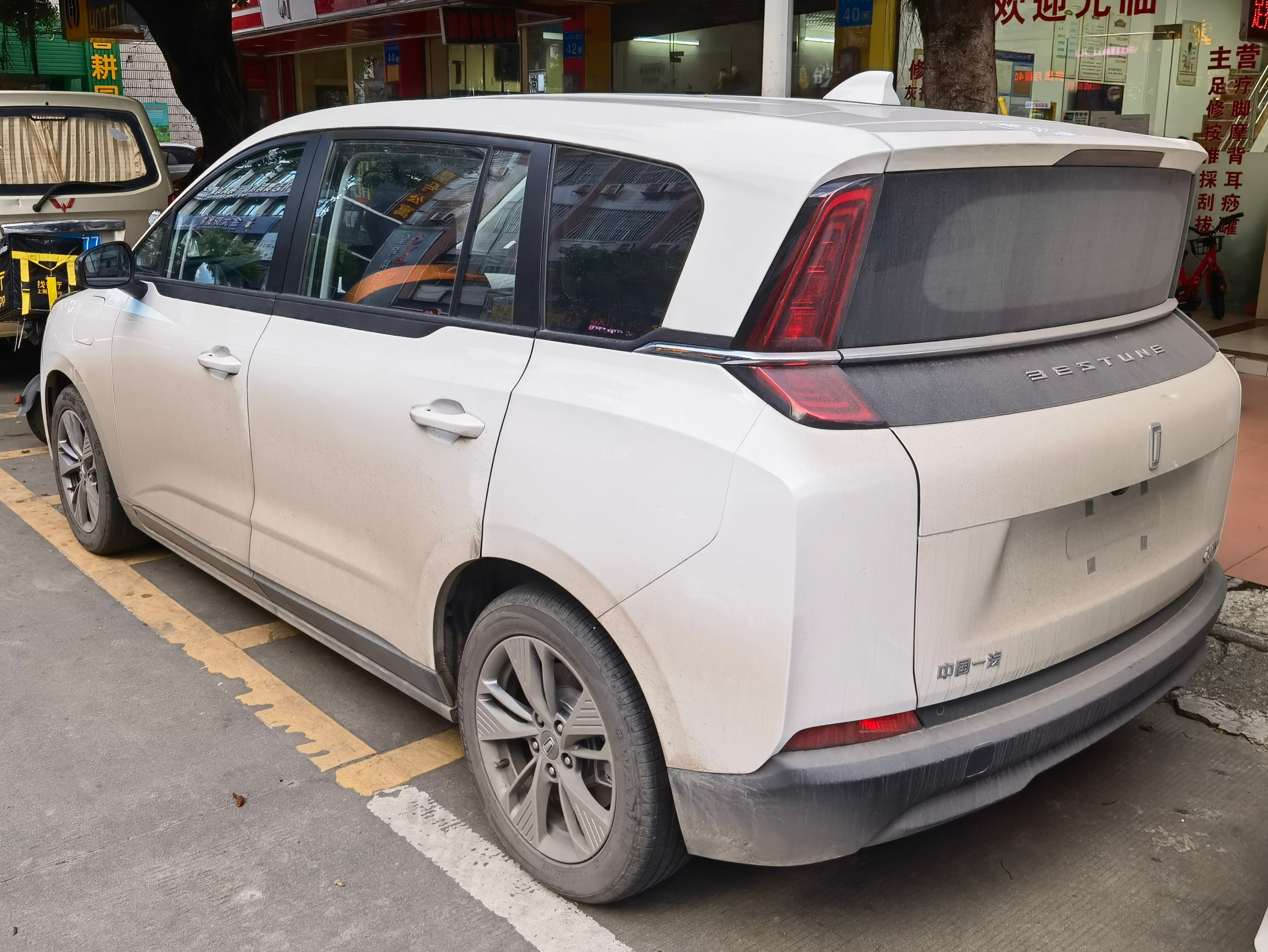
Bestune NAT - tył

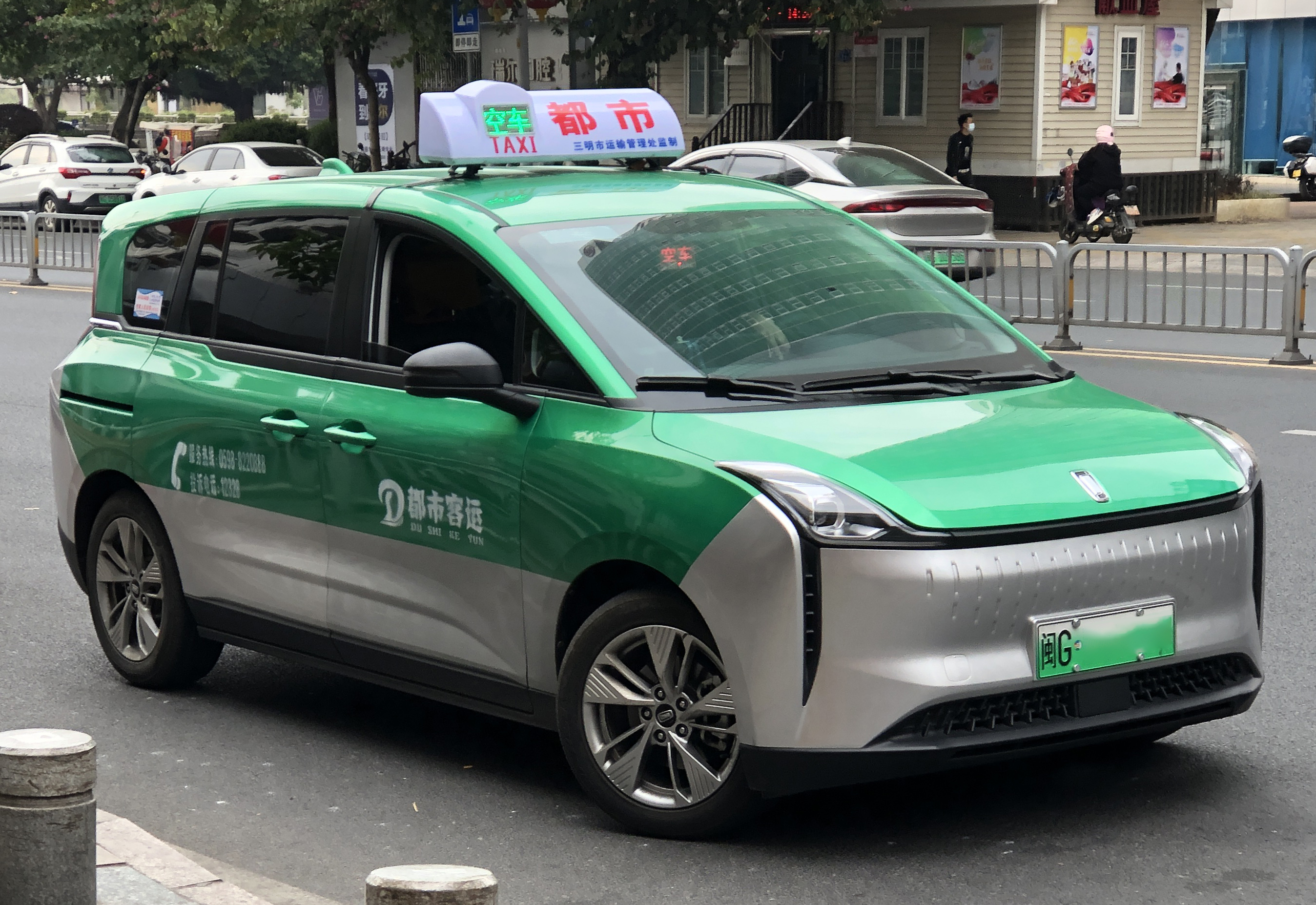
Bestune NAT w barwach chińskiej korporacji taksówkarskiej

W pierwszych dniach stycznia 2021 roku Bestune przedstawiło kolejny model z gamy w pełni elektrycznych pojazdów w postaci minivana E05. Pojazd zadebiutował podczas wystawy samochodów elektrycznych i elektromobilności w Haikou na południu Chin.
Bestune E05 przyjęło formułę podyktowaną wymaganiami przewozów ludzi zarówno przez korporacje taksówkarskie, jak i konkurencyjne korporacje jak DiDi. Samochód zyskał awangardową sylwetkę z asymetrycznie działającymi drzwiami tylnymi - od strony kierowcy otwierają się one w klasyczny sposób, a od strony pasażera i jednocześnie chodnika - odsuwają się one, udostępniając obszerny tylny rząd siedzeń.
Tuz przed uruchomieniem sprzedaży modelu na rodzimym rynku chińskim, producent zdecydował się dokonać korekty nazwy na Bestune NAT. Trzyliterowy skrót tłumaczony jest jako zestawienie ze sobą wyrazów Next Automatic Taxi, wyrażając tym samym charakter i przeznaczenie pojazdu.

### Sprzedaż
Bestune NAT powstał jako odpowiedź koncernu FAW Group na identyczną koncepcję elektrycznej taksówki, którą w 2020 roku do użytku wprowadził konkurencyjny BYD poprzez model D1. Podobnie jak on, pojazd nie został przeznaczony do sprzedaży dla prywatnych klientów, powstając na zlecenie korporacji taksówkarskich i przewozowych na terenie Chin.

### Dane techniczne
Układ elektryczny Bestune NAT tworzy silnik elektryczny o mocy 136 KM, a także bateria o pojemności 61,34 kWh. Pojazd rozwija 320 Nm maksymalnego momentu obrotowego, a także jest w stanie przejechać do 450 kilometrów na jednym ładowaniu.